# Viktor Parma
Viktor Parma , né le 20 février 1858 à Trieste et mort le 25 décembre 1924 à Maribor est un compositeur yougoslave d'origine italienne.

## Biographie
Viktor Parma est le fils d'Ivan Parma, inspecteur de police, et de Matilda Mattel, une parente de l'évêque Josip Juraj Strossmayer. Il passe sa jeunesse à Venise, Trieste, Zadar, Novo Mesto et Trente  où il obtient son certificat de maturité. Il étudie le droit à Vienne et assiste à des conférences du compositeur Anton Bruckner. En tant qu'étudiant, il passe son temps à enseigner la musique et commence à composer son premier opéra, le Prince Lizika. Il ne le termine pas et utilisera la musique plus tard dans l'opérette Caričine amazonke. Il exerce les fonctions de juriste dans des bureaux administratifs dans diverses villes cérémoniales puis en tant que chef de district à Litija. Il est mis à la retraite en 1915. Dans la plupart des endroits où il travaille, il organise aussi la vie musicale.
Après la Première Guerre mondiale, qu'il passe à Vienne, il est nommé directeur artistique du Théâtre national de Maribor. Il meurt lors d'une opération chirurgicale dans un hôpital de cette ville. Son corps est transporté à Ljubljana, où il repose dans le cimetière central (Centralno pokopališče Žale).

## Influences et postérité
Dans la première période de ses activités de composition, Parma prend comme modèles Ivan Zajc, fondateur de l'école nationale croate (qui avait étudié à Milan, d'où l'idée reçue que Parma est influencé par des exemples italiens). L'intention de Parma était de créer l'école nationale slovène. Son style s'est beaucoup amélioré dans ses œuvres ultérieures, où les influences de Smetana, Dvorak et Tchaïkovski lui ont permis d'acquérir un style véritablement slave, qui, se mêlant à la chanson folklorique slovène, conduit à la naissance de l'opéra national slovène. On retrouve aussi ce style dans ses opérettes, bien que le modèle viennois soit également évident. Parma a composé toutes ses œuvres sur des textes écrits en langue slovène, devenant ainsi l'auteur qui a composé pour la première fois des œuvres pour le théâtre dans cette langue. 
En même temps, Parma compose des œuvres d'autres genres, y compris deux cantates, de nombreuses pièces pour piano, des chœurs, des lieder pour chant et piano, de la musique de scène et un quatuor à cordes. Son chef-d'œuvre est l'opéra Zlatorog inspiré d'une légende épique des Alpes, sur le chamois légendaire aux cornes d'or. On y décèle l'influence de La Wally d'Alfredo Catalani. 
Immédiatement après la Seconde Guerre mondiale, le nouveau régime communiste yougoslave examine les travaux de Parme, qui était mort depuis de nombreuses années. Sa musique est jugée réactionnaire et sévèrement critiquée du fait que certaines ces œuvres ont été jouées à Ljubljana pendant l'occupation nazie. On en interdit l'exécution. 
En 1977 et 1983, Maribor tenta timidement d'exhumer la musique de Parma, sans véritable suivi. Par conséquent, ce n'est qu'en 2002 que la redécouverte de Parma a lieu au Théâtre de Ljubljana, suivie par des représentations de ses œuvres à Novo Mesto et à Maribor. Cependant, il ne fait aucun doute qu'en raison du long silence imposé à sa musique par le régime yougoslave, Parma ne jouit pas encore pour le public slovène les mérites réels qui devraient lui être assignés comme créateur de l'école nationale de musique.
La musique de Parma fait donc partie du phénomène des «écoles nationales», certes en retard dans le complexe général de l'évolution musicale, mais parfaitement logiques dans leur patrie. La qualité de sa musique le rapproche d'auteurs tels que Smetana, Grieg, Berwald, Catalani.
En raison du silence imposé par le régime yougoslave, Viktor Parma a longtemps été ignoré par la musicologie slovène et européenne. L'écart a été comblé en 2002 par une biographie magistrale écrite par le musicologue de Trieste Paolo Petronio. 

## Œuvres principales
Inspiré par d'abord par Verdi, il se tourne vers le vérisme. Il a créé plusieurs opéras et opérettes. Il est le compositeur slovène le plus populaire et le plus prolifique.

### Opéras
- Urh, grof celjski (Uhr, comte de Celje) - en 3 actes, premier opéra romantique slovène (1895),
- Ksenija - en 1 acte (1896),
- Stara pesem (La vieille chanson) - en 1 acte (1897),
- Zlatorog -  en 3 actes (1919),
- Pavliha - opéra-comique en 3 actes, terminé par Ivan Muhvić.

### Opérettes
- Caričine amazonke (Les amazones de la tsarine) - en 3 actes (1902),
- Nečak (Le neveu) - en 3 actes (1906),
- Venerin hram (Le temple de Vénus) - en 3 actes (1908),
- Zaročenec v škripcih (Le fiancé dans l'embarras) - en 3 actes (1917).

### Musique de scène
- Rokovnjači (Fran Govekar) (1897),
- Legionarji (Fran Govekar) (1903),
- Mogočni prstan (Fran Milčinski) (1923).

### Autres
- Quatuor à cordes (1922).
- Ballade pour solistes, chœur et orchestre (1911).